# 브라질 민주운동
브라질 민주운동(포르투갈어: Movimento Democrático Brasileiro)은 브라질의 정당이다. 이 당은 초창기부터 군사정권에게 우호적이었기 때문에 1964년 브라질 쿠데타 이후 세워진 극우 군사정권 치하의 브라질에서 여당인 국민갱생동맹과 함께 브라질에서 단 두개뿐인 합법 정당이었다. 군사정권 종식 이후 민주운동은 노동자당과 룰라 다 시우바를 견제하는 일에 집중했다. 2010년 브라질 대통령 선거에서는 기존 입장을 철회하고 노동자당의 지우마 호세프 후보를 지지했다. 2014년에도 지우마 호세프 대통령의 재선을 지지했으나, 2015년 브라질 정치 위기에서 지우마 호세프 대통령 탄핵안에 찬성하면서 노동자당과의 관계는 다시 험악해졌다. 이 정당은 브라질에서 가장 부패한 정당으로 잘 알려져 있다.

## 역대 선거 결과

### 대통령 선거
| 선거명                    | 대통령 후보       | 부통령 후보            | 1차 득표수 | 1차 득표율 | 2차 득표수 | 2차 득표율 | 당락 |
| ------------------------- | ----------------- | ---------------------- | ---------- | ---------- | ---------- | ---------- | ---- |
| 1974년 브라질 대통령 선거 | 율리시스 기마랑스 | 바르보사 리마 소브리뉴 | 76         | 16.0%      |            |            | 낙선 |
| 1978년 브라질 대통령 선거 | 오일러 벤츠 모로  | 파울루 브로사드        | 226        | 38.9%      |            |            | 낙선 |
| 1985년 브라질 대통령 선거 | 탕크레두 네베스   | 조제 사르네이          | 480        | 72.73%     |            |            | 당선 |
| 1989년 브라질 대통령 선거 | 율리시스 기마랑스 | 발디르 피레스          | 3,204,853  | 4.7%       |            |            | 낙선 |
| 1994년 브라질 대통령 선거 | 오레스트 케르시아 | 아이리스 드 아라우조   | 2,773,497  | 4.4%       |            |            | 낙선 |
| 2002년 브라질 대통령 선거 | 조제 세하         | 리타 카마타            | 19,705,061 | 23.19%     | 33,370,739 | 38.72%     | 낙선 |
| 2006년 브라질 대통령 선거 | 후보 없음         |                        |            |            |            |            |      |
| 2010년 브라질 대통령 선거 | 지우마 호세프     | 미셰우 테메르          | 47,651,434 | 46.91%     | 55,752,529 | 56.05%     | 당선 |
| 2014년 브라질 대통령 선거 | 지우마 호세프     | 미셰우 테메르          | 43,267,668 | 41.59%     | 54,501,119 | 51.64%     | 당선 |
| 2018년 브라질 대통령 선거 | 엔히키 메이렐르스 | 제르마누 히고투        | 1,288,950  | 1.2%       |            |            | 낙선 |

### 총선
| 년도 | 하원 득표수 | 하원 득표율 | 하원 의석 | 상원 득표수 | 상원 득표율 | 상원 의석 |
| ---- | ----------- | ----------- | --------- | ----------- | ----------- | --------- |
| 1966 | 4,915,470   | 36.0%       | 132 / 409 | 5,911,361   | 43.4%       | 4 / 23    |
| 1970 | 4,777,927   | 30.5%       | 87 / 310  | 13,440,875  | 39.6%       | 6 / 46    |
| 1974 | 10,954,359  | 48.0%       | 161 / 364 | 14,486,252  | 59.0%       | 16 / 22   |
| 1978 | 14,803,526  | 49.6%       | 191 / 422 | 17,432,948  | 57.1%       | 8 / 23    |
| 1982 | 17,666,773  | 43.0%       | 200 / 479 | 18,410,338  | 43.7%       | 9 / 25    |
| 1986 | 22,633,805  | 47.8%       | 260 / 487 | -           | 0%          | 38 / 49   |
| 1990 | 7,798,653   | 19.3%       | 109 / 502 | -           | 0%          | 8 / 31    |
| 1994 | 9,287,049   | 20.3%       | 107 / 513 | -           | 0%          | 0 / 54    |
| 1998 | 10,105,609  | 15.2%       | 83 / 513  | 13,414,074  | 21.7%       | 26 / 81   |
| 2002 | 11,692,011  | 13.4%       | 74 / 513  | -           | 0%          | 19 / 81   |
| 2006 | 13,580,517  | 14.6%       | 89 / 513  | 10,148,024  | 12.0%       | 16 / 81   |
| 2010 | 12,537,252  | 13.0%       | 79 / 513  | 23,998,949  | 14.1%       | 19 / 81   |
| 2014 | 10,791,949  | 11.09%      | 66 / 513  | 12,129,969  | 13.58%      | 18 / 81   |
| 2018 | 5,439,167   | 5.5%        | 34 / 513  | 12,800,290  | 7.5%        | 12 / 81   |